# نموذج عمل بالاشتراك

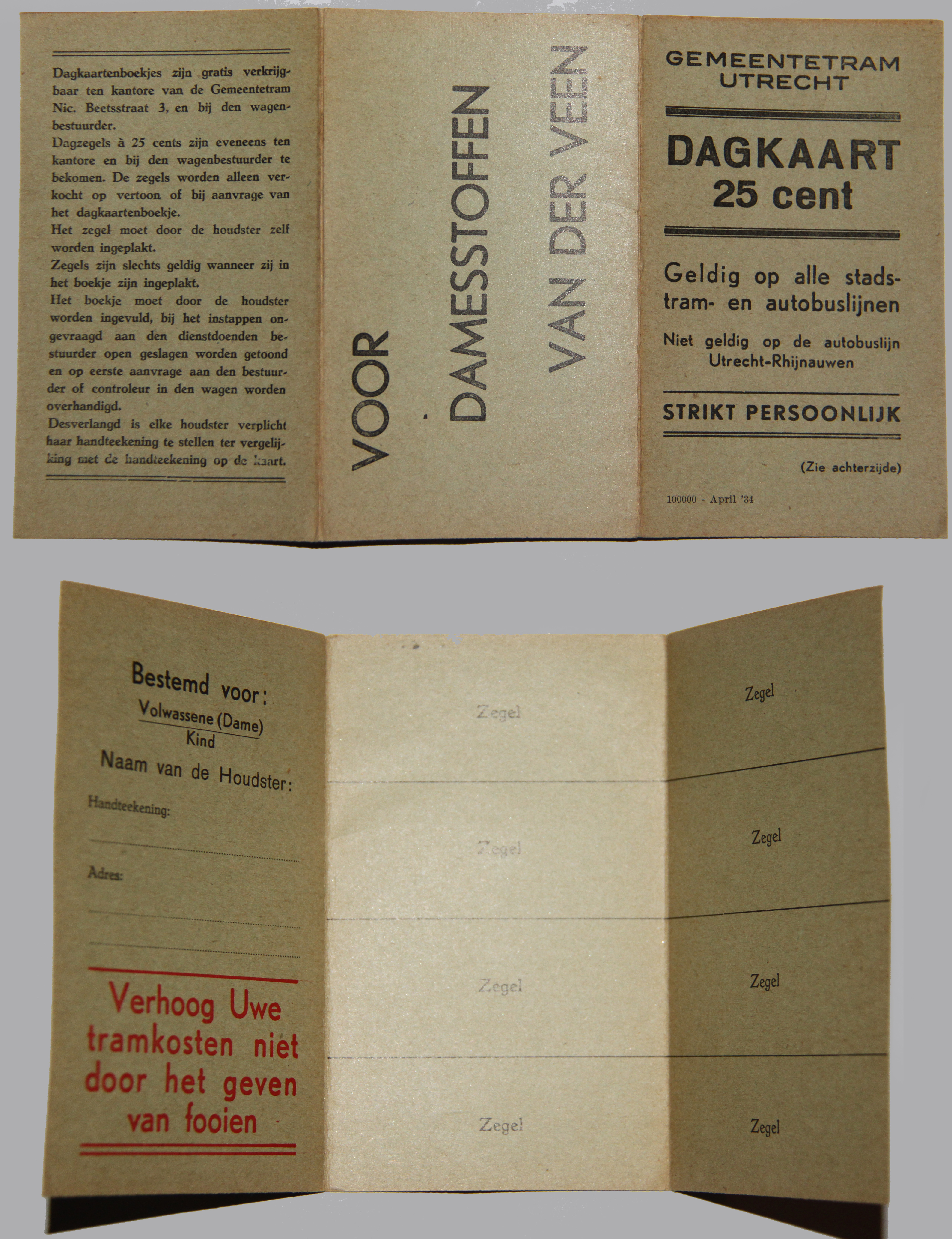

نموذج العمل بالاشتراك (بالإنجليزية: Subscription business model)‏ يجب على العميل فيه دفع سعر متكرر على فترات منتظمة للوصول إلى المنتج. كان الرائد في هذا النموذج من قبل ناشري الكتب والدوريات في القرن السابع عشر، ويستخدم الآن من قبل العديد من الشركات والمواقع الإلكترونية.